# 775 (numero)
Settecentosettantacinque (775) è il numero naturale dopo il 774 e prima del 776.

## Proprietà matematiche
- È un numero dispari.
- È un numero composto con 6 divisori: 1, 5, 25, 31, 155, 775. Poiché la somma dei suoi divisori (escluso il numero stesso) è 217 < 775, è un numero difettivo.
- È un numero membro della successione di Mian-Chowla.
- È un numero congruente.
- È un numero malvagio.
- È un numero odioso.
- È un numero palindromo e un numero a cifra ripetuta nel sistema di numerazione posizionale a base 30 (PP).
- È parte delle terne pitagoriche (168, 775, 793), (217, 744, 775), (465, 620, 775), (775, 1860, 2015), (775, 2340, 2465), (775, 9672, 9703), (775, 12000, 12025), (775, 60060, 60065), (775, 300312, 300313).

## Astronomia
- 775 Lumière è un asteroide della fascia principale del sistema solare.
- NGC 775 è una galassia spirale della costellazione della Fornace.
- Gliese 775 è una stella.

## Astronautica
- Cosmos 775 è un satellite artificiale russo.

## Altri ambiti
- La Route nationale 775 è una strada statale della Francia.